# Jean Carrère
Jean Carrère   (Argelers, 5 d'abril de 1930 - Perpinyà, 27 de maig de 2022) va ser un jugador nord-català de rugby a 15, qui havia jugat amb l'equip de França, evolucionant del lloc de tercera línia (1,80 m per 82 kg).
Va jugar als equips Rugby Club Toulonnais, USAP de Perpinyà i Racing Club Vichy Rugby. Va disputar el seu primer partit internacional el 14 de gener de 1956 contra la selecció d'Escòcia, i l'últim contra la selecció de l'Argentina en 1960. També va formar part de la selecció francesa que va guanyar als Springboks per primer cop a Sud-àfrica el 16 d'agost de 1958. També va disputar els Torneig de les Cinc nacions de 1956, 1957, 1958, 1959. Després de retirar-se va entrenar als equips Rugby Club Toulonnais, USAP de Perpinyà i Racing club de Narbonne Méditerranée. Va entrenar Jo Maso.
També es va implicar en política. Militant del Partit Socialista, va ser alcalde d'Argelers de 1983 a 2001 i conseller regional del Llenguadoc-Rosselló de 1998 a 2004. En 2002 va donar suport a la candidatura de Lionel Jospin a la presidència de la República.